# 최양희
최양희(崔陽熙, 1955년 7월 27일 ~ , 강원도 강릉)는 대한민국의 교수이다. 박근혜 정부에서 제2대 미래창조과학부 장관을 지냈다.

## 학력
- 강릉 옥천초등학교
- 강릉중학교
- 경기고등학교
- 서울대학교 전자공학 학사
- 한국과학원 전기 및 전자공학과 졸업
- 프랑스 ENST대 전산학 박사

## 경력
- 한국전자통신연구소 데이터통신연구실 실장, 정보통신표준연구센터 센터장, 책임연구원(1977년 3월 ~ 1991년 7월)
- 프랑스 CNET연구소 학생연구원(1981년 9월 ~ 1984년 6월)
- 미국 IBM Watson연구소 방문과학자(1988년 7월 ~ 1989년 6월)
- 서울대학교 공과대학 컴퓨터공학부 조교수·부교수·교수(1991년 7월 ~ 2020년 8월)
- 포스데이타 사외이사(2006년 3월 ~ 2009년 12월)
- 미래인터넷포럼 의장(2006년 ~ 2012년)
- 한국공학한림원 정회원/원로회원(2006년 ~ )
- 한국과학기술한림원 정회원(2007년 ~ )
- 한국정보과학회 회장(2008년)
- 서울대학교 융합과학기술대학원 초대원장(2009년 3월 ~ 2011년 2월)
- 차세대융합기술원 원장(2009년 8월 ~ 2011년 8월)
- 산업부(지식경제부) 지식경제 R&D전략기획단 위원(2010년 ~ 2011년)
- 방송통신위원회 기술자문위원 겸 미래인터넷추진 위원(2010년 1월)
- 포스코 ICT 사외이사(2010년 1월 ~ 2012년)
- 지식경제부 지식경제R&D전략기획단 비상근 단원(2010년 4월 ~ 2012년)
- 대통령직속 국가정보화전략위원회 위원(2011년 12월 ~ 2012년)
- 국가정보화전략위원회 위원(2011년)
- 일본 정보학연구소 (NII) 해외자문위원(2011년 ~ 2013년)
- 삼성미래기술육성재단 초대 이사장(2013년 8월 ~ 2014년 6월)
- 제2대 미래창조과학부 장관(2014년 7월 16일 ~ 2017년 7월 10일)
- 한국장애인재활협회 이사(2017년 ~ 2021년)
- 서울대학교 AI위원회 위원장(2019년 5월 ~ 2020년 8월)
- 서울대학교 공과대학 컴퓨터공학부 명예교수(2020년 8월 ~ )
- 한림대학교 총장(2021년 9월 ~ )
- 춘천마임축제 이사장(2021년 9월 ~ )
- G1방송 시청자위원회 위원장
- KT 사외이사(2023년 6월 ~ )
  - KT 지배구조위원회 위원장
  - KT 평가및보상위원회 위원
  - KT 지속가능경영위원회 위원장
- 국가과학기술자문회의 부의장(2024년 9월 ~ )